# جوزيبي فارفانيللي
جوزيبي فارفانيللي (بالإيطالية: Giuseppe Farfanelli)‏ (13 فبراير 1915 – 1979) هو ملاكم إيطالي راحل، مثّل بلاده في الألعاب الأولمبية الصيفية 1936.

## روابط خارجية
جوزيبي فارفانيللي على موقع أوليمبيديا (الإنجليزية)